# تلمبه یدالله شیبانی
تلمبه یداله شیبانی روستایی در دهستان گلستان بخش گلستان شهرستان سیرجان استان کرمان ایران است.

## جمعیت
بر پایه سرشماری عمومی نفوس و مسکن در سال ۱۳۹۵ جمعیت این مکان ۳۹ نفر (۱۵خانوار) بوده‌است.